# Pecezuelos
Pecezuelos (título original: Fish Hooks) es una serie animada original de dibujos animados de Disney Channel creada por Noah Z. Jones. Su preestreno fue el 29 de octubre de 2010 en Disney Channel en los Estados Unidos y su estreno fue el 16 de noviembre de 2010. 
Las estrellas de Fish Hooks son Kyle Massey, Chelsea Kane y Justin Roiland. El 30 de mayo de 2011, Tom Warburton anunció que la temporada 3 sería la última temporada, ya que habían terminado el último episodio.

## Sinopsis
La serie gira en torno a un pez alocado llamado Milo, su hermano neurótico, Óscar y la "demasiada dramática" pez dorada, Bea. Ellos asisten a Agua fresca, un instituto sumergido en un tanque de peces en una tienda de mascotas. La serie narra su vida diaria y problemas vinculados con amistades, citas y deportes, así como ataques de langostas gigantes y viajes de campo de la escuela a las jaulas de hámster.

## Producción
Gary Marsh, presidente de entretenimiento, dijo acerca de la serie: "El equipo de Pecezuelos ha creado uno de la serie de dibujos animados de la más original, inventiva en televisión – a un giro ingenioso los arquetipos clásicos de la en la escuela secundaria". La serie se producirá utilizando una mezcla de animación digital 2D y foto collages. La serie fue creada y coproducida ejecutivamente por el ilustrador de libros infantiles Noah Z. Jones y desarrollado para la televisión por Alex Hirsch y Bill Reiss.

## Personajes

### Principales
- Milo (Kyle Massey): Es un pez siamés adolescente y el protagonista de la serie. Su propósito es divertirse en cualquier situación y le encanta ir de aventuras salvajes. Sus mejores amigos son Bea, una chica aspirante a actriz; y su hermano mellizo mayor Oscar. En la escuela, toca el saxofón, aunque su pasión también es el cazú. Definitivamente dice ¡Super! como frase.
- Oscar (Justin Roiland): Es un bagre de rutina nervioso con un afro y el hermano mellizo mayor de Milo. Es un gran amante de los videojuegos (es gamer) y tiene una buena relación con Milo y Bea. Él es a menudo muy destacado a lo largo de la serie, sobre todo debido a locas aventuras de Milo. Oscar está muy enamorado de Bea, aunque Bea no se da cuenta. A pesar de ser hermanos, Milo y Oscar son polos opuestos y especies totalmente diferentes, pero se complementan entre sí y no pueden vivir separados. Almejandra está obsesionada con él, pero Oscar no la corresponde y se asusta de ella. Ahora parece estar saliendo con Ángela (Felicia Day), con la que terminó por mencionar a Bea en medio de un baile con ella. En la escuela, toca el trombón y en un episodio se muestra que también sabe tocar la guitarra clásica. Hasta ahora no se sabe si es realmente el hermano de Milo, o solo lo llama hermano como un apodo, ya que es también su mejor amigo.
- Bea (Chelsea Kane): Es un pez dorado adolescente y protagonista de la serie que es "demasiado dramática" y quiere ser una estrella de cine. Es la chica más popular del colegio "Agua Fresca" y considerada por todos los chicos que estudian allí "la más hermosa". Su amigo, Oscar, tiene un enamoramiento enorme en ella, pero ella es completamente ajena a esto, ya que esta obsesivamente enamorada de Steve Jackson. Ella afirma que es el pez más hermoso de todos los tiempos, a pesar de que sus amigos no están de acuerdo. Es una gran fan del fútbol americano y apoya al equipo de Fútbol americano de su escuela “agua fresca”. Ella tiene un interés fuerte en papeles dramáticos u obras de teatro y a veces llega a cantar en estos. Su mejor amiga es Ostrencia, y por lo general tiene que ayudar a Bea a salir fuera de sus dramáticos problemas. En la escuela, ella toca el clarinete y el órgano. Oscar, Randy y Steve están enamorados perdidamente de ella. Bea es fuerte y se enfrenta a sus problemas sencillamente o alocadamente. También es fanática de la ropa en general con los zapatos y sale generalmente a comprar ropa con sus amigos al centro comercial de la ciudad.

### Recurrentes
- Almejandra/Perlita (Alex Hirsch): Es una loca y rara almeja. Ella tiene un enorme y obsesivo amor hacia Oscar y no se detendrá ante nada para convertirse en su novia. Sin embargo. Almejandra también está en el equipo de porristas de agua dulce. Tiene un montón de espíritu y es muy positiva y entusiasta, aunque no es muy brillante. Ella toca la percusión en la escuela.

- Ostrencia/Sushi (Kari Wahlgren): Es un pez cebra rosa y la mejor amiga de Bea y al igual que ella, es una de las chicas más populares del colegio. A ella le encanta la moda y se preocupa por lucir bien. A menudo tiene una personalidad un tanto negativa. Ella apoya a Bea y es también buen amiga de Aletina, Koi, Claracol y Almejandra. Al igual que muchas otras chicas, ella tiene un agolpamiento enorme en Steve Jackson. Ella también toca el clarinete en la escuela. Cada vez que dice algo en torno a la moda o al glamour suena una voz y una música que dicen: ¡Va-mos!.

- Pulpleito/Pulpote (John DiMaggio): Es un pulpo, es el matón o el bravucón de la secundaria y uno de los principales antagonistas de la serie. Pulpleito ama golpear a otros, especialmente a los nerds como Gambo Jumbo y Albert, sobre todo a Albert ya que casi siempre se lo ve agrediéndolo. Pulpleito por lo general se refiere a sí mismo en tercera persona. Pulpleito también carece de inteligencia, que se le debe a dedicar más tiempo en el acoso que de prestar atención en clase.

- Albert/Alberto Listón (Atticus Shaffer): Es un pez cristal. Es el nerd y el más inteligente de la secundaria. Es pálido y se puede ver su cerebro dentro de su cuerpo. Él es el mejor amigo de Gambo Jumbo y es buen amigo de Milo, Oscar y Bea. Albert es muy tímido y callado, y él y Gambo Jumbo son los principales objetivos de los matones como Pulpleito. Al principio Bea no le agradaba hasta que esta se dio cuenta de que no es bueno esforzarse por agradarle a todos.

- Aletina/Aletandra (Kimberley Mooney): Es un pez molly y una de las amigas de Bea. Aletina se ve a menudo con Claracol, y se siente muy atraída hacia Steve Jackson, pero tiene mucho en común con Milo, y en el capítulo "Doris Puerta Suelos" tiene una cita con él, pero nadie sabe cómo terminó la misma, pero la mayoría de los fanes piensan que terminó muy bien y que ellos deberían ser novios. Aletina recurrentemente suele lesionarse y adora las aventuras.

- Koi/Karpa (Rachel Dratch): Es un pez koi otra de las amigas de Bea. Koi puede ser grande, pero ella es muy dulce y amable. Koi, como la mayoría de las otras chicas está enamorada de Steve Jackson. No habla, solo balbucea diciendo: Buabla o BauaBua entre otros en un tono grave, solo los peces la entienden y gracias a que ellos le contestan el público televidente puede entenderla.

- Claracol/Caralola - (Rachel Dratch): Es una extraña babosa de mar, parece estar constantemente enferma con la nariz tapada, y deja un rastro de baba detrás de donde quiera que va. Es uno de los amigos de Bea, y al igual que otras chicas, ella está enamorada de Steve Jackson, pero al final resulta quedar como la novia de Albert.

- Gambo Jumbo/Gambón - (Steven Christopher Parker): Es un torpe camarón gigante, es el mejor amigo de Albert. Le encanta averiguar y resolver los problemas, encontrar y corregir los errores en los libros de texto, y la investigación de diversos temas en su tiempo libre. En otras palabras, todo un nerd. Sale con Ángela después de que Óscar cortara con ella en el baile de graduación.

- Steve Jackson - (Greg Cipes): Es un atractivo y carismático pez de quien la mayoría de las chicas tiende a enamorarse. Es, al parecer, uno de los personajes más populares y elogiados pero a pesar de ello, nunca se le ha visto ser discriminante o grosero hacia nadie, y es casualmente neutral en la mayoría de las cosas.

- Pirañica/Pirañita - (Laura Ortiz): Es una piraña, es la novia de Pulpleito por lo que es también una de las brabuconas del colegio. Le gusta provocar a otras personas y a veces ayuda a Pulpleito con su conducta abusiva. Ella ha demostrado ser mucho más inteligente que él, y en ocasiones es capaz de manipularlo para que haga las cosas.

- Randy Pesqueira - (Josh Sussman): Es un cangrejo, y un antagonista secundario de la serie. Le encanta provocar, chantaje, el chisme y amenazando a los estudiantes por varias razones. Está enamorado de Bea al igual que Oscar y Steve.

- Sr. Calvillo/ Sr. Hipocampo - (Dana Snyder): Es un caballito de mar, el maestro de Milo, Bea y Oscar. Desprecia Milo y parece odiar su trabajo. Él siempre está aburrido, poco entusiasta y perezoso, y está constantemente tratando de encontrar una manera de salir de su trabajo como profesor. Está embarazado hasta el episodio Labor of Love donde da a luz entre 100 y 200 bebés.

- Entrenador Salmones/Entrenador Salmonete - (Richard Simmons): Es un salmón, entrenador de la secundaria. Ama ciegamente motivar y animar a sus alumnos casi tanto como él ama cantar, estiramientos y ejercicios.

- Sr. Mejillón - (Tiny Lister): Es una almeja, profesor de Milo, Bea y Oscar. Tiene una voz anormalmente alta y grita cada frase, pero le gusta motivar a sus alumnos. Él cree que cada estudiante tiene un sueño y que algún día, todos se elevará a gran logro. En el último capítulo de la serie (El gran woo) le confesó a Bea que su amor imposible era en Entrenador Salmones, "Tal vez tu amor imposible es un profesor de educación física y tú sólo era un profesor de teatro, pero buscas la forma de que igual funcione".Lo que lo convierte en el primer personaje de caricatura de Disney abiertamente homosexual.

- Director Rigorizo - (Jerry Stiller): Es un erizo de mar, es el director de la secundaria. Él es muy estricto y cuidadoso en materia de saneamiento, y se demuestra que es un limpia-loco, que en ocasiones puede ser considerado una vasta reacción exagerada y rápidamente sale de la mano.

- Dr. Rana - (Kevin McDonald): Es una rana, es profesor de periodismo de la secundaria. Es excéntrico y bastante inestable, pero todavía es normalmente amable y simpático. Debido a él que era una rana, tiene que saltar regularmente fuera del tanque de respirar el aire.

- Sra. Labios-(Desconocido): Es una calamar, es la consejera escolar del colegio, recurrentemente demuestra el estar loca, pero es muy amable, y tiene un pez-gato.

- Norman Pezdoradobitz-(Noah Z. Jones): es el padre de Bea Pezdoradobitz. Su primera aparición en la serie fue en "Bea se convierte en Adulta". Él es un padre muy bueno, como la madre de Bea. También tiene un buen sentido del humor. Su primera aparición fue cuando le dio a la mamá de Bea su postre favorito, Fish Flakes. Luego apareció cuando él y su esposa fueron los acompañantes para el baile del consejo estudiantil. Bea creó un baile falso porque pensaba que sus padres iban a avergonzarla, causando la pérdida de su corona. Él pensaba que el baile falso era real junto con su esposa y más tarde quiso bailar con Bea. Lo hicieron, y cuando a Bea la llamaron de nuevo al baile real, Oscar tuvo que bailar con él. Más tarde se descubrió que el baile era falso, y Bea les dijo que a pesar de que el baile era falso, su diversión no fue falsa. Le dijeron que su diversión no fue falsa tampoco, y Bea coronó a sus padres en lugar de a sí misma (La Reina Bea).

- Sra. Pezdoradobitz-(Edie McClurg): es la madre de Bea. Ella es una madre muy sobreprotectora, pero amable con Bea. Ella también es nerviosa y cuidadosa. Su primera aparición fue en la fiesta de Bea (Fiesta Para Chicas). Luego apareció cuando ella y su esposo fueron los acompañantes para el baile del consejo estudiantil. Bea creó un baile falso porque pensaba que sus padres iban a avergonzarla, causando la pérdida de su corona. Ella pensaba que el baile falso era real junto con su esposo y más tarde canto con Bea. Luego se descubrió que el baile era falso, y Bea les dijo que a pesar de que el baile era falso, su diversión no fue falsa. Le dijeron que su diversión no fue falsa tampoco, y Bea coronó a sus padres en lugar de a sí misma (La Reina Bea).

- Rata-(Vanessa Marshall): Es un ratón de campo, que aparece en los créditos. Parece que ella es amiga de una serpiente (cuyo nombre podría ser Gina). Le gusta ver a la tarántula en su pecera, y es un poco más mal genio que la Serpiente. A partir del primer episodio, el ratón y la serpiente siempre aparecieron en los créditos finales, generalmente hablando de lo que el episodio se trata como animales de compañía, la edad adulta, el fútbol, el humor. Ella piensa que los payasos son divertidos.

- Serpiente (Gina)-(Kari Wahlgren): Es una serpiente de cascabel, que aparece en los créditos. Parece que ella es amiga de un ratón hembra sin nombre (pero ella simplemente la llama ratón). Le gusta ver los peces en los tanques. Serpiente y ratón siempre aparecen en los créditos finales, generalmente hablando de lo que el episodio se trata como animales de compañía, la edad adulta, el fútbol y el humor.

- Bud-(Dana Snyder): Es el propietario del local "Bud's Pets" y un antagonista recurrente en la serie; principalmente cuando Milo y sus amigos están fuera del acuario.

- Pamela Hamster-(Sabrina Bryan): Es un jerbo que vive en Hamsterwood. Ella tiene el pelo rosa y es muy famoso por sus papeles en Hámster TV. Ella es muy amable y le gusta actuar. Pamela Hamster es una hámster actriz en su ciudad, Hamsterwood, y es muy popular. Ella se enamoró de Milo cuando lo conoció en "Hurra por Hamsterwood", pero él llevaba un traje de hámster. Luego, en "El Regreso de Pamela Hamster", se dio cuenta de que Milo era un pez y ella le reveló que era un jerbo, pero ella fue a Hamsterwood por su papel en "Los Hamsters de Hamsterly Place".

- Jefe-(Blake Clark): Es el jefe del Hokey Pokey. Cuando Milo entró en el Hokey Poke con su traje de "rey" y una motocicleta, estrelló la motocicleta en uno de los asientos, lo que hizo gritar al jefe, que acababa de poner un portabicicletas en el frente. Más tarde, cuando Milo quería trabajar en el Hokey Poke, el jefe le dijo que tenía todo bajo control, y que no necesitan ayuda, pero Bassy le recordó a las decenas de clientes en el restaurante, por lo que el Jefe le dio el trabajo a Milo en la caja registradora. Tras alentar a Milo al decirle que era muy fácil su trabajo, Milo supo usar la caja y se ganó un poco de dinero. Sin embargo, no era suficiente para pagar la deuda con Oscar y Bea, por lo que el Jefe le dice a Milo que si quería dinero, que vendiera la moto ("Dólares y Peces"). Aparentemente es el pez con la mayoría de experiencia fuera de las peceras (Milo es el segundo). Entonces le dijo a Milo, Oscar y Bea que se mantengan alejados de los humanos debido a un accidente que tuvo con los ellos, más tarde, cuando estaba a punto de salvar a Milo (que se había salvado a sí mismo) se reveló que el accidente fue que se mojó por temor al "Gran Azul" (Bud) ("Humanando").

- Angela-(Felicia Day): Es una chica con anteojos, amante de los videojuegos. Angela, fue novia de Óscar por poco tiempo, pero en el episodio del baile de graduación, Óscar la confunde con Bea y Angela le dice a Bea, "Es todo tuyo", pero no le dijo nunca que era Óscar. Ese mismo episodio se enamora de Gambo Jumbo.

- Auriculares Joe/Joe Cascos-(John Caparulo): es el conserje de la secundaria. Cuando alguien dice sucio él va y dice ¿Alguien me llamó? Le gusta caminar mientras limpia y grita la letra de la canción que está escuchando. En algunos casos da aviso o pistas útiles por la canción que está escuchando. Siempre tiene sus auriculares en la cabeza y limpia el tanque succionándolo.

- Bob Gregorio-(Maxwell Atoms): Es un Enemigo de Alarm Four y un pez de la escuela que le gusta mucho los tractores, qué mediante la serie gana fama. Su primera aparición es en Doris Puerta Suelos. cuando le presta su camioneta a Bea, Milo y Oscar para encontrar a Doris Puerta Suelos. En el capítulo del baile escolar le dan el premio al rey del baile.

- El Consejo Escolar-(Derek Evanick): Es un grupo de tres langostas que hicieron a Bea reina del baile escolar que ellos organizaron. Los concejales son realmente amistosos y sofisticados. También son maduros e independientes. Ellos piensan que Bea podría ser una buena elección para ser reina del Baile ("La Reina Bea"). Ellos estuvieron entre la multitud cuando estaban viendo como Pulpleito estaba a punto de golpear a Oscar ("Pez Payaso").

- Gotic Verdugo-(Maxwell Atoms): Es un personaje que generalmente hace cameos mudos en diversos episodios. Es gótico. Verdugo tuvo un rol importante en "The Dark Side of a Fish" cuando recluta a Oscar para que sea gótico.

- Dan y Ann-(Jane Carr): son dos anchovetas que asisten a la secundaria Agua Fresca.

- Almesandra-(Desconocido): Es la archirrival de Almejandra que apareció por primera vez en "Two Clams in Love" (solo en una foto), luego apareció en "Milo´s Big Idea", junto a sus amigas (pero sin hablar), derribando a Randy por la idea de los refrigorros que resultaron depiladores de pelo y apareció como la antagonista central en "We've Got Fish Spirit", junto a sus porristas para derrotar a las porristas de Almejandra.

## Doblaje al español
| - Milo: Santiago Stieben - Bea: Clara Alonso - Óscar: Dani Martins - Almejandra: Hernán Palma - Ostrencia: Carolina Ibarra - Albert Pez: Patricio Lago - Sr. Calvillo: Marcelo Armand - Padre de Bea: Mariano Chiesa - Entrenador Salmones: Diego Alcalá - Pájaro: Tian Brass - Serpiente: Irene Guiser - Auriculares Joe: Alejandro Graue - Insetros: Mara Campanelli Créditos técnicos - Estudio de doblaje: Media Pro Com, Buenos Aires - Director de doblaje: Tian Brass - Traductor/Adaptador: Sandra Brizuela - Dirección musical: Manuk - Director creativo: Raúl Aldana - Doblaje al español producido: Disney Character Voices International Inc. | - Milo: Eduardo Bosch - Óscar: Álex Saudinós - Bea: Miriam Valecina - Perlita: Amparo Bravo - Sushi: Mar Jorcano - Alberto Listón: Chelo Molina - Serpiente: Carmen Podio - Joe Cascos: Sergio García Marín - Pájaro: Maite Tajadura - Pulpote: Rafael Alonso Naranjo Jr. Créditos técnicos - Estudio de doblaje: SOUNDUB Madrid - Director de doblaje: Maite Tajadura - Traductor: Iria Domingo Recondo - Adaptador: Maite Tajadura - Adaptación de canciones: Jabacon Caldero - Director musical: Jabacon Caldero - Doblaje al español producido por: Disney Character Voices International Inc. |

## Episodios
| Temporada | Temporada | Episodios | Estados Unidos          | Estados Unidos          | Latinoamérica                                                               | Latinoamérica                                                             | España                  | España                |
| Temporada | Temporada | Episodios | Comienzo                | Final                   | Comienzo                                                                    | Final                                                                     | Comienzo                | Final                 |
| --------- | --------- | --------- | ----------------------- | ----------------------- | --------------------------------------------------------------------------- | ------------------------------------------------------------------------- | ----------------------- | --------------------- |
|           | 1         | 41        | 5 de septiembre de 2010 | 14 de noviembre de 2011 | 5 de septiembre de 2010 (Disney Channel) 30 de junio de 2013 (Disney XD)    | 26 de agosto de 2011 (Disney Channel) 21 de diciembre de 2013 (Disney XD) | 30 de diciembre de 2011 | 26 de octubre de 2012 |
|           | 2         | 41        | 4 de septiembre de 2011 | 17 de julio de 2013     | 24 de noviembre de 2012 (Disney Channel) 15 de marzo de 2014 (Disney XD)    | 5 de septiembre de 2013 (Disney Channel) 18 de agosto de 2014 (Disney XD) | 7 de abril de 2012      | Cancelado             |
|           | 3         | 28        | 7 de junio de 2013      | 4 de abril de 2014      | 15 de septiembre de 2013 (Disney Channel) 24 de octubre de 2014 (Disney XD) | 28 de junio de 2014 (Disney Channel) 12 de marzo de 2015 (Disney XD)      | Cancelado               | Cancelado             |

## Invitados estrellas
Fish Hooks  ha tenido al menos uno invitado estrella en casi cada episodio de la temporada 1. Notables estrellas invitadas incluyen:
| - Tiffany Thornton es Doris Puerta-Suelos (Doris Flores Gorgeous). - Dave Wittenberg es the Geckcoach (Underwater Boy, Mascotastrophe, Halloween Haul). - Maile Flanagan es Sunny (Happy Birthfish, Jocktopus). - Lauren Tom es Barb (Bea Becomes an Adult Fish, Employee Discount, Merry Fishmas, Milo). - Jason Earles es Kevin (Fail Fish). - Eric Ladin es Ron (The Tale of Sir Oscar Fish). - Jason Alexander es Mr. Nibbles (Hooray for Hamsterwood, Pamela Hamster Returns, Milo vs. Milo) - Richard Steven Horvitz es Ninja (Milo Gets a Ninja). - Chris Parnell es Swirlies Announcer (Fishing for Compliments: The Albert Glass Story). - Eva Amurri es Bleak Molly (The Dark Side of the Fish). - George Takei es Bird (Flying Fish, Halloween Haul). - Kevin Michael Richardson es Dave the Cave Fish (Peopleing). - Ozzy Osbourne es The Earth Troll (Legend of the Earth Troll). | - Kari Wahlgren es The Freshwater High Cheerleaders (some episodes from Underwater Boy to Break Up, Shake Down). - Jerry O'Connell es Sterling Hamsterton (Pamela Hamster Returns). - Busy Philipps es Clamanda (We've Got Fish Spirit). - Jeff Bennett es Humble Harry (Good Times at Pupu Goodtimes). - Daran Norris es the Mayor (Run Oscar, Run). - April Winchell es Lady Eelbottom (Oscar Makes an Impression). - Dee Bradley Baker es Attila (Adventures in Fish Sitting). - Doug Brochu es Lonnie (Banned Band). - Bobcat Goldthwait es Fish Santa (Merry Fishmas, Milo), Pillow (Milo and Oscar Move In). - Fred Tatasciore es Cabbie (Bea becomes an Adult Fish). - Carlos Alazraqui es Mr. Caliente (Hooray for Hamsterwood). - Rob Paulsen es Magic Hamster Mirror (Hooray for Hamsterwood). - Wallace Shawn es Rat King (Guys' Night Out). |

## Emisión
Fish Hooks estrenado en Australia y Nueva Zelanda el 23 de noviembre de 2010, con una vista previa en el 2 de octubre de 2010 en Disney Channel Australia. El espectáculo se estrenó en Canadá en Family Channel el 25 de septiembre de 2010.  Se estrenó en el Reino Unido e Irlanda en Disney Channel Reino Unido e Irlanda en 6 de noviembre de 2010.
En Latinoamérica, su preestreno fue el 5 de septiembre de 2010 después del estreno de Camp Rock 2: The Final Jam y antes del estreno de Jonas L.A. y su estreno fue el 8 de diciembre de 2010. En España su preestreno fue el jueves 30 de diciembre del 2010, siendo su estreno el 25 de febrero de 2011. El 23 de septiembre de 2013, Tom Warburton anunció que la temporada 3 será la última de la serie.

## Premios y nominaciones
| Año  | Premiación                   | Categoría                                   | Nominado                                                                                          | Resultado | Ref.          |
| ---- | ---------------------------- | ------------------------------------------- | ------------------------------------------------------------------------------------------------- | --------- | ------------- |
| 2011 | Environmental Media Awards   | Televisión para chicos                      | "Legend of the Earth Troll"                                                                       | Nominado  | [ 8 ]         |
| 2011 | BAFTA Awards - International | Programa favorito                           | Pecezuelos                                                                                        | Ganador   | [ 9 ]         |
| 2012 | Annie Awards                 | Escritura en una producción para televisión | Blake Lemons William Reiss C.H. Greenblatt Derek Evanick Diana Lafyatis for "Fish School Musical" | Nominados | -             |
| 2012 | Kids Choice Awards Argentina | Mejor serie animada                         | Pecezuelos                                                                                        | Nominada  | [ 10 ] [ 11 ] |